# ペリスコープ・ライフル

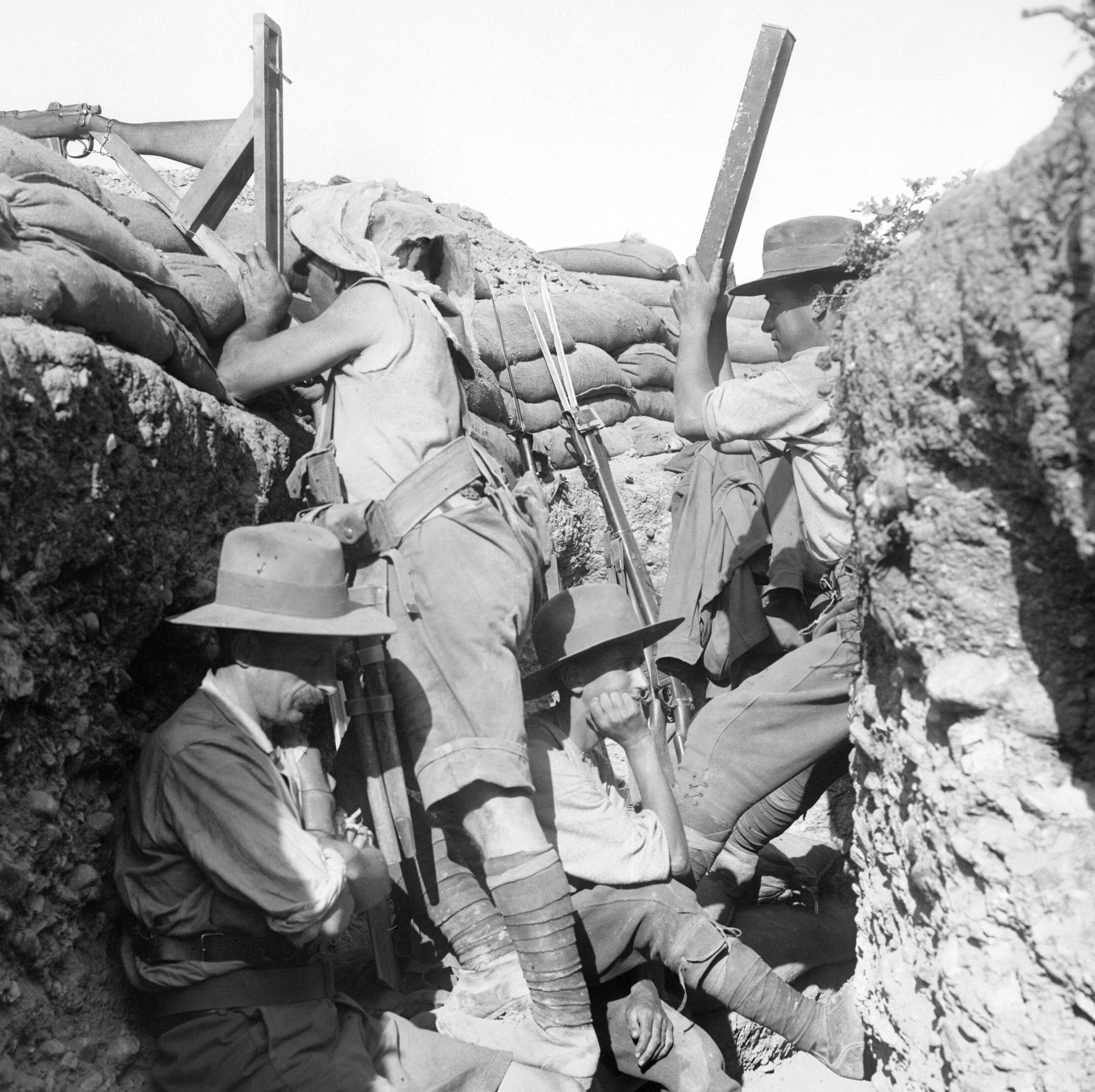
ガリポリの前線にてペリスコープ・ライフルを使用するオーストラリア軽騎兵（1915年、アーネスト・ブルックス撮影）

ペリスコープ・ライフル（英: Periscope Rifle）は、潜望鏡（ペリスコープ）を用いて照準が行えるように改造された小銃である。これを用いれば、塹壕などに身を隠したまま射撃が行える。第一次世界大戦における塹壕戦の中で様々な人物が考案した。最初に採用したのがどこの軍隊だったかは定かではないものの、1914年末頃から使用され始めたとされる。
また、同様の照準装置を組み込んだ機関銃も設計された。1916年には、ピストルに取り付けるための同様の照準装置の特許が取得されている。

## ユールテン・ハイポスコープ

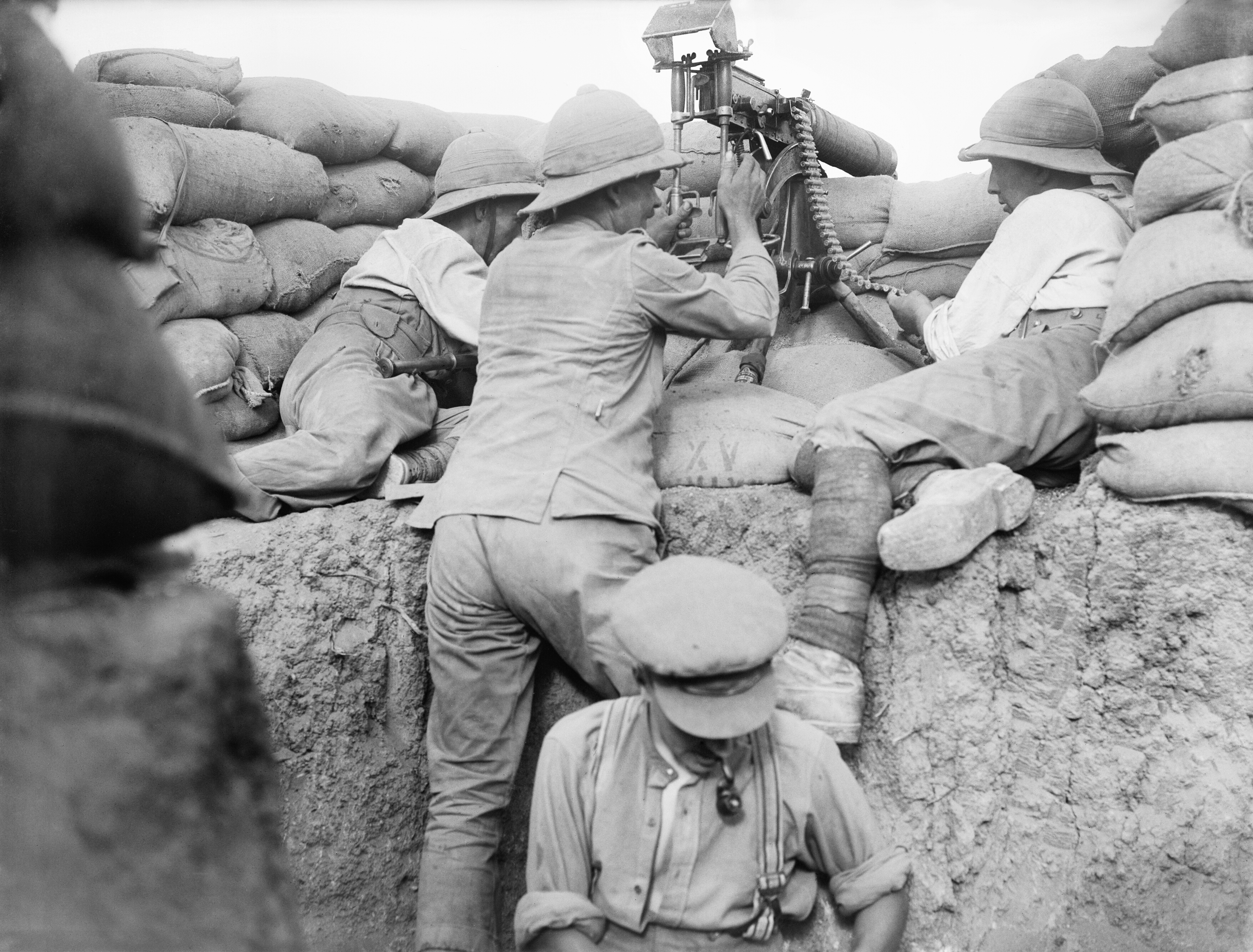
ユールテン・マーク2照準器を搭載したビッカース銃（1917年、バグダード）

最初の小銃用潜望鏡型照準器は、W・ユールテン（W. Youlten）が考案したユールテン・ハイポスコープ（Youlten hyposcope）である。この装置は1903年に初期型がテストされ、1914年に最初の特許を取得した。最大照準可能距離は600ヤード (550 m)だった。

## ビーチのペリスコープ・ライフル
1915年5月のガリポリの戦いの最中、イギリス出身のオーストラリア兵、ウィリアム・ビーチ下級伍長（William Beech）が新たなペリスコープ・ライフルの形態を発明した。ビーチは陸軍入隊まで建築業者の職長を務めていた。当時、ビーチはオーストラリア帝国軍第2大隊に勤務していた。ビーチの考案した照準装置により、兵士は塹壕の中から身体を晒すことなく、小銃を照準、射撃することができるようになった.。ビーチは標準的な.303口径リー・エンフィールド小銃の銃床を一旦真ん中で切断し、照準器に位置を合わせた潜望鏡、板材、引き金に結びつけた紐といった部品を組み込んだ後に再度結合させた。これにより、低い位置から照準及び射撃が行えるようになるのである。ビーチの元で戦った兵卒ジョン・アダムス（John Adams）が語ったところによれば、この装置は頭を撃ち抜かれた戦友の死体を目の当たりにしたというビーチのトラウマ的経験を発端に考案されたのだという。
間もなくして、ビーチの考案した装置はオーストラリア・ニュージーランド軍団（ANZAC）に所属する兵士らによって広く模倣されるようになった。塹壕戦が本格化したガリポリの戦いではとりわけ広く用いられた。クイン前哨地など、ガリポリに設置された塹壕のいくつかは、他の塹壕との距離がわずか50メートル (160 ft)程度しかなかった。この戦いに従軍したデイヴィッド・G・ファーガソン卿（Sir David G. Ferguson）が語ったところによれば、ペリスコープ・ライフルの普及により、標準的な歩兵銃の日中の使用は取りやめられていたという。ペリスコープ・ライフルは、一般的に通常のリー・エンフィールド小銃よりも射撃精度が大幅に劣ると考えられていたが、オーストラリア軍の戦史『Official History of Australia in the War of 1914–1918』においては、200–300ヤード (180–270 m)程度まで正確に照準できるとされている。テレビシリーズ『The Boffin, the Builder and the Bombardier』における検証では、100ヤード (91 m)程度まで正確に照準できると示唆された。いずれにせよ、ガリポリの戦場の大部分において、こうした射撃精度の低下は重要視されなかった。トルコ軍と連合国軍の塹壕は非常に近く、一部ではわずか5ヤード (4.6 m)ほどの距離しかなかったからである。
ペリスコープ・ライフルは、後にANZACコーヴに設置された臨時作業所にて製造が行われた。ウィリアム・バードウッド元帥は、ペリスコープ・ライフルはガリポリの戦いにおける極めて重要な発明であったと語っている。1921年、戦争省は発明に対する報奨として、ビーチに100ポンドを支払った。これは2019年時点の4,500ポンドに相当する。

## 第一次世界大戦中に開発されたその他のライフル

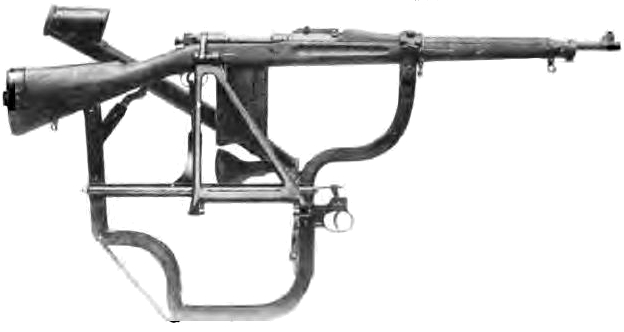
エルダー式ペリスコープ・ストックと25連発弾倉を取り付けた米製M1903小銃

1915年9月、2種類のリー・エンフィールド小銃用ペリスコープ装置の特許が取得されている。1つはJ・E・チャンドラー（J.E. Chandler）によるもので、いったん銃と装置とを組み付ければ、取り外すことなく全弾を撃ちきることができた。もう1つはG・ガラード（G. Gerard）によるもので、チャンドラーのものとよく似ていた。さらに、1916年にはE・C・ロバート・マークス（E.C. Robert Marks）、1918年にはM・E・レジナルド（M.E. Reginald）とS・J・ヤング（S.J. Young）によって、小銃用ペリスコープ装置の特許が取得されている。
西部戦線においては、ベルギー、イギリス、フランスの兵士らによってペリスコープ・ライフルが使用された。東部戦線においては、ペリスコープを取り付けたモシン・ナガン小銃がロシア帝国の兵士によって用いられた。
アメリカ合衆国では、エルダー式（Elder）やキャメロン＝ヤギ式（Cameron-Yaggi）として知られるペリスコープ・ライフルが考案されている。キャメロン＝ヤギ式は1914年に発明されたが、最初のモデルが製造されたのは1918年11月の休戦後だった。キャメロン＝ヤギ式は、小銃に恒久的な改造を施すことなく組み込むことが可能で、ボルト操作を行うための機構が含まれていた。照準用ペリスコープは4倍望遠照準器としての機能も備えていた。製造数はわずか12個だった。スプリングフィールドM1903小銃は、25連発弾倉を取り付けることができたので、キャメロン＝ヤギ式およびエルダー式のどちらを用いるにしても、頻繁に銃を取り外して装填する手間を掛けずとも、持続した射撃が可能だった。そのほか、ギベルソン式（Guiberson）として知られるペリスコープ装置も設計された。
オランダでは、マンリッヘル M1895（ダッチ・マンリッヘル）を原型とするM95塹壕銃（M.95 Loopgraafgeweer）が考案された。1916年から第二次世界大戦頃までオランダ陸軍によって使用されていた。

### 類似の火器
- コーナーショット
- クルムラウフ（英語版）
- POF Eye（英語版）